# Jørgen Knudsen Urne
H.E. Jørgen Knudsen Urne (17. oktober 1598 på Halsted Kloster – 19. februar 1642) var en dansk rigsmarsk.
Han var søn af lensmand Knud Axelsen Urne og Margrethe Eilertsdatter Grubbe og dermed bror til kansler Christoffer Knudsen Urne, til Eiler Urne til Rudbjerggaard, landsdommer Axel Knudsen Urne til Rygård, rigsråd Sivert Knudsen Urne til Rårup og rigsråd Frederik Knudsen Urne til Bregentved.

## Biografi
Da han var 9 år, kom han til Herlufsholm Skole, blev to år efter edelknabe hos dronning Anna Cathrine, dernæst kammerdreng hos Christian 4. og var i denne egenskab med i Kalmarkrigen og på kongens rejser til England i 1614 og til Braunschweig i 1615. I 1618 blev han hofjunker, men fik samme år lov at deltage i krigen i Bøhmen; han blev kornet hos greven af Thurn og var med i Slaget ved det hvide bjerg i 1620, hvorefter han begav sig hjem, blev løjtnant ved i kongens hær og sendtes flere gange i de følgende år i mindre ærinder til udlandet, bl.a. til Frankrig og grev Ernst af Mansfeld i Østfriesland. 
I 1623 fik han Kronborg Len. Den 16. februar 1624 blev han gift med Margrethe Ottesdatter Marsvin til Dybæk (16. marts 1606 – 22. marts 1650) og blev samme år ritmester i rytteriet. I 1627 var han befuldmægtiget for den sjællandske adel på mødet i Odense i februar. Han fik samme år i stedet for Kronborg Christiansstad Len, hvilket han beholdt til 1629; i dette år var han med kongen til et møde i Ulfsbæk. 
I 1632 valgtes han til rigsmarsk, blev optaget i rigsrådet og fik Vestervig Len; kort efter var han til møde i Svabsted. Han hørte til dem, som erklærede sig enig med Christian 4. i at afskaffe vornedskabet, og forhandlede 1634 med den sjællandske adel derom, hvilket dog blev frugtesløst. Derimod var han i de ydre politiske spørgsmål ikke så enig med kongen; han var i december 1632 modstander af krig med Sverige, og i 1641 anbefalede han et venskabeligt forhold til Nederlandene. Det blev også forgæves, at han i 1640 gik i forbøn for Kirsten Munk.
I 1633 var han blevet Ridder af Elefanten og sendtes umiddelbart efter til Sachsen, hvor han sluttede aftale om den udvalgte prins Christians ægteskab med prinsesse Magdalena Sibylla og fejrede forlovelsen på slottet Moritzburg. I 1634 var han kommissær til forhandling med den franske Gesandt d'Avaux og i 1637 til landdag i Flensborg.
Han blev gift med Margrete Ottesdatter Marsvin (1606-1650), datter af Otte Marsvin (1573-1647) til Dybæk og Mette Pedersdatter Brahe (1579-1641) til Clausholm, der skænkede ham tretten børn:
- Ellen Jørgensdatter Urne (1625-1651),
- Dorte Jørgensdatter Urne (1625-1699), til Værholm,
- Christian Urne (1626-1667), til Alslev og Marsvinsholm,  trådte 1661 som oberst i svensk tjeneste, 1662 chef for Västerbottens regiment, blev 1664 introduceret på det Svenske Ridderhus under nr. 22.
- Knud Urne (1628-1674), til Sonnerup, nævnt 1657 som ritmester ved Kongens Livregiment til hest,
- Otte Urne (1629-død få dage gammel),
- Magdalene Sibylle Jørgensdatter Urne (1636-1724),
- Birte Jørgensdatter Urne (født efter 1625-1694),
- Sophie Jørgensdatter Urne (o. 1629-1714). Viet 11. juli 1659 til Ulrik Frederik Gyldenløve. Ægteskabet blev holdt hemmeligt. I 1660 fødtes deres tvillingsønner og samme år blev ægteskabet opløst. I 1680'erne og 90'erne bor hun i Hamborg. De sidste år på klosteret i Itzehoe, hvor hun døde 1714.
- Else Jørgensdatter Urne (født efter 1625-1670),
- Otte Urne (født efter 1625-1659), til Alslev, oberstløjtnant, faldt 5. februar 1659 ved Frederikshalds belejring,
- Helle Jørgensdatter Urne (født ca.1639-1688),
- Axel Urne (1640-1677), til Marsvinsholm, ritmester ved Sjællandske Ryttterregiment,
- Merete Sophia Urne (født før 1643-1724)